# Teotônio Vilela
Teotônio Vilela es un municipio brasileño situado en el estado de Alagoas. Tiene una población estimada, a inicios de 2024, de 39 161 habitantes.